# Zoran Konstantinović
Zoran Konstantinović (srbsko Зоран Константиновић), srbski primerjalni književnik, predavatelj in akademik, * 5. junij 1920, † 22. maj 2007.
Konstantinović je deloval kot redni profesor za primerjalno književnost Univerze v Innsbrucku in bil dopisni član Slovenske akademije znanosti in umetnosti (od 18. maja 1989).